# Martin Stadium
O Martin Stadium é um estádio localizado em Pullman, Washington, Estados Unidos, possui capacidade total para 32.952 pessoas, é a casa do time de futebol americano universitário Washington State Cougars football da Universidade Estadual de Washington. O estádio foi inaugurado em 1972.